# Xenophyllum rosenii
Xenophyllum rosenii là một loài thực vật có hoa trong họ Cúc. Loài này được (R.E.Fr.) V.A.Funk miêu tả khoa học đầu tiên năm 1997.